# Bruce Greyson
Bruce Greyson (ottobre 1946) è uno psichiatra e psicologo statunitense, ricercatore ed esperto nell'ambito delle esperienze al confine della morte.

## Biografia
Autore di articoli e videointerviste sul tema delle esperienze al confine della morte, nel 2007 ha pubblicato libro Irreducible Mind e, due anni dopo,The Handbook of Near-Death Experiences.
Ex direttore del The Division of Perceptual Studies (DOPS), in precedenza denominato Divisione degli Studi sulla Personalità, nel medesimo ateneo.,  è professore di Medicina Psichiatrica, professore emerito di Medicina Psichiatria e Scienze Neurocomportamentali all'Università della Virginia.
Da più parti è stato definito il padre della ricerca nelle esperienze di pre-morte, ambito nel quale ha collaborato con Kenneth Ring e Michael Sabom, basandosi sulle ricerche di Raymond Moody, Russell Noyes Jr ed Elisabeth Kübler Ross. Oltre alla scala di Greyson utilizzata per misurare gli aspetti delle esperienze di pre-morte, scala che nel 2010 aveva 95 citazioni su Google Scholar, ideò una scala suddivisa in 19 livelli chiamata Physio-Kundalini Scale.
Dal 1982 al 2007 è strato caporedattore de Journal of Near-Death Studies e ha curato la voce intitolata Near Death Experiences per l'Enciclopedia Britannica.

## Opere
- B Greyson, "False positive" claims of near-death experiences and "false negative" denials of near-death experiences, in Death studies, vol. 29, n. 2, 2005,  pp. 145-55, DOI:10.1080/07481180590906156, PMID 15822242.
- Greyson, B, Ring, K., The Life Changes Inventory-Revised, in Journal of Near-Death Studies, vol. 23, 2004,  pp. 41-54.
- Greyson, B, Liester, MB., Internal voices following near-death experiences, in Journal of Humanistic Psychology, vol. 44, n. 3, 2004,  pp. 320-336, DOI:10.1177/0022167804266281.
- R Lange, B Greyson e J Houran, A Rasch scaling validation of a 'core' near-death experience, in British Journal of Psychology (London, England : 1953), vol. 95, Pt 2, 2004,  pp. 161-77, DOI:10.1348/000712604773952403, PMID 15142300.